# Beilschmiedia tarairi
El taraire (Beilschmiedia tarairi es un árbol de la familia Lauraceae, endémico de la isla Norte de Nueva Zelanda. Es un árbol de la parte superior de los bosques (dosel) de las tierras bajas de Nueva Zelanda, con frecuencia creciendo en asociación con el kaurí (Agathis australis), pohutukawa (Metrosideros excelsa), tawapou (Pouteria costata), y con el puriri (Vitex lucens) en rocas y suelos basálticos. Beilschmiedia es un género de aproximadamente 40 especies de árboles y arbustos con hojas opuestas y alternadas.

## Distribución
El taraire se distribuye solamente en el norte de la Isla del Norte a 38°S  de latitud. Es más común al norte de Auckland y Thames aproximadamente a 37°S. Sin embargo poblaciones dispersas del árbol ocurren en la costa oeste entre Port Waikato y Kawhia Harbour, y tierra adentro en Pukemokemoke. En el este se desarrolla en poblaciones dispersas en East Cape. 

## Descripción

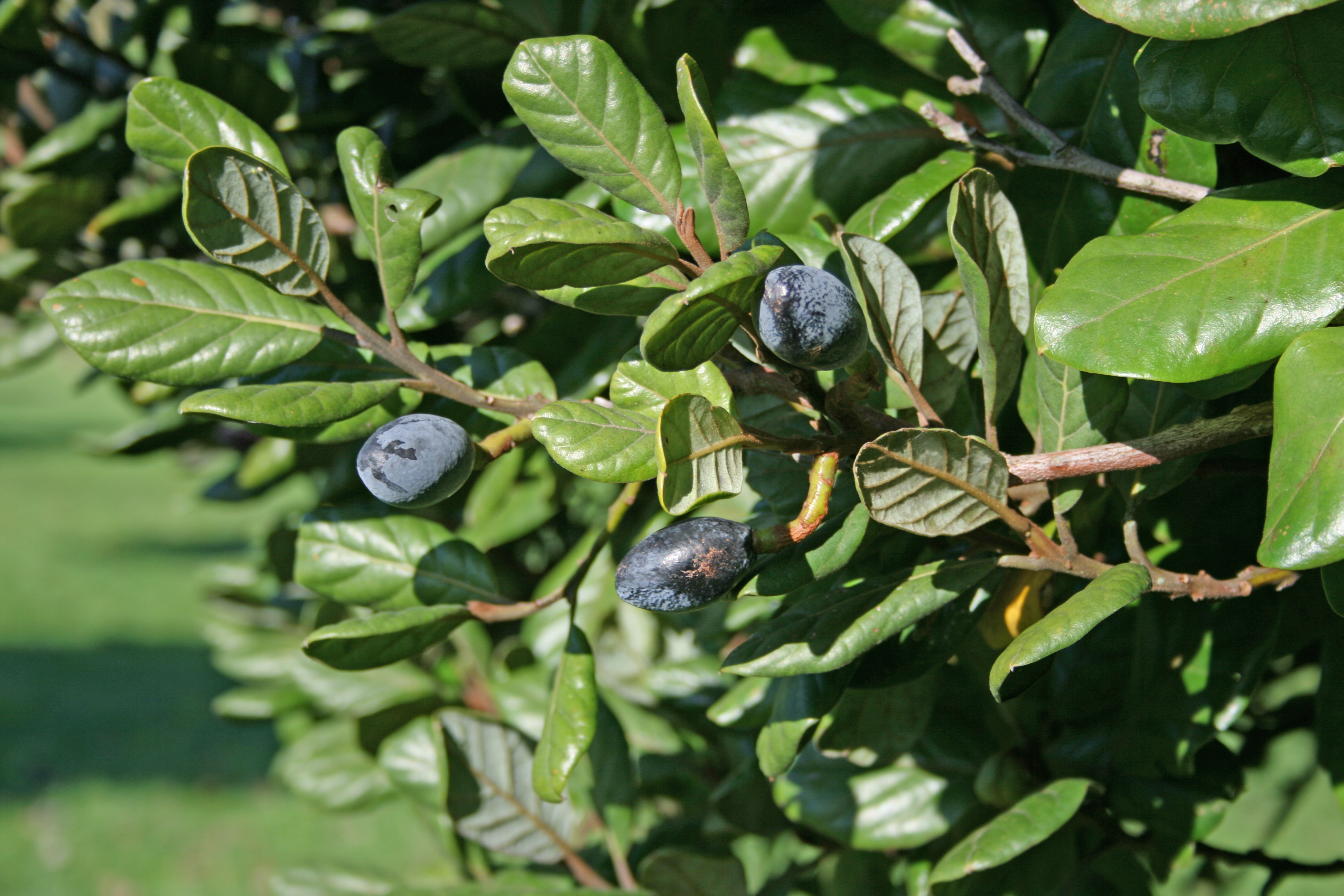
El fruto del taraire es la comida favorita de la paloma de Nueva Zelanda o Kereru

El taraire crece hasta 22 m de altura, y tiene una muy amplia corona. El tronco puede llegar a medir 1 m de diámetro. La corteza es café oscura y lisa. Las ramas son anchas y tienen a expandirse profusamente. Vellos finos de color café rojizo cubren densamente las ramillas, hojas jóvenes, tallos de las hojas y los capullos de las flores. Las hojas verde oscuras que miden generalmente entre 50 y 72 mm de largo, y 34 a 48 mm de ancho, son alternadas, aterciopeladas, y simples, con venas deprimidas. Los tallos de las hojas son de 8 a 12 mm de largo. La inflorescencia es un panículo erecto de hasta 100 mm de largo elevándose desde las axilas de las hojas. La floración ocurre entre septiembre y diciembre, con un pico en noviembre. Las flores verdosas son de 3-5 mm de diámetro y con frecuencia revestido con densos vellos café-rojizos. El fruto es una drupa erecta, elíptica a ovoide de aproximadamente 30 por 16mm, púrpura oscuro cuando está maduro, y cubiertas de una lozanía cerosa . Contiene una semilla. El fruto madura entre marzo y noviembre, y es la comida favorita del kereru (Paloma de Nueva Zelanda).
El taraire es una especie muy particular por su apariencia tropical cuyas hojas amplias con venas deprimidas y sus grandes frutos erectos parecidos a ciruelas lo distinguen de los otros árboles y arbustos de Nueva Zelanda. El taraire es una de las tres especies endémicas de Beilschmiedia en Nueva Zelanda. Las otras tres son comunes en el dosel del bosque son el tawa (Beilschmiedia tawa),  que tiene hojas delgadas parecidas al álamo; y el tawaroa (Beilschmiedia tawaroa) que es similar al tawa pero con hojas más anchas.

## Propagación y conservación
La propagación es fácil desde la semilla fresca, y una mejor germinación resulta si la carne que rodea la semilla es removida. No se considera como amenazada, pero su futura dispersión puede verse limitada porque la crecientemente rara paloma de Nueva Zelanda es la única especie que puede dispersar las semillas del taraire. Las cuales pasan sin daño alguno desde su sistema digestivo.

## Usos
Sus semillas son comestibles luego de ser cocidas, el sabor y la textura de estas semillas cocidas recuerda a una patata.  Tradicionalmente los maoríes antiguamente comían semillas de taraire cocidas, pero generalmente consideraban más deseables las semillas de tawa en comparación a las de esta especie.  
La madera del taraire es de grano recto pero frágil y predispuesta a quebrarse y pudrirse, y no es resistente cuando se le expone a los elementos. Por eso ha sido usada en pisos, mueblería, marcos de retratos y leña. Los maoríes lo  convertía en mazos y garrotes.